# أنس الأحمدي
أنس صالح الأحمدي (مواليد 14 فبراير 2005) هو لاعب كرة قدم سعودي يلعب حاليًا في نادي القادسية.